# Фламинговые
Флами́нговые (лат. Phoenicopteridae) — семейство из клады новонёбных птиц отряда фламингообразных. Крупные птицы с очень длинной шеей и ногами. Три передних пальца соединены перепонкой. Клюв в средней части сильно изогнут вниз, из-за чего зазор между челюстями одинаков по всей его длине. С помощью многочисленных роговых пластин по краю клюва фламинго процеживают фито- и зоопланктон, межвидовые различия позволяют им питаться пищей разного размера и сосуществовать на одной территории без конкуренции. Характерный розовый цвет оперения, особенно на кроющих перьях крыльев, обусловлен каротиноидами, синтезируемыми и содержащимися в водорослях или других организмах, которые впоследствии попадают в организм фламинго напрямую или через питающихся ими беспозвоночных. Этот нестойкий пигмент быстро разрушается на свету.
Фламинго распространены в тропических и субтропических районах, изредка проникая в умеренные широты, наибольшее видовое разнообразие наблюдается в Южной Америке. Встречаются как на уровне моря, так и высоко в горах. За пределами сезона размножения совершают кочёвки, полноценные миграции характерны только для птиц в северной части ареала. Обитают колониями на обширных мелких илистых водоёмах с солёной или щелочной водой и лишёнными растительности берегами, изредка населяют водоёмы с пресной водой. Фламинго являются одними из самых стадных птиц, в их брачных представлениях участвуют тысячи особей. Гнездо представляет собой башенку из ила и ракушечника в форме усечённого конуса высотой до 60 см, на которой яйцо защищено от повышения уровня воды и чрезмерного нагрева, так как температура у поверхности почвы может превышать 50 °C. Покрытые серым пухом птенцы быстро собираются в детские «ясли», где за ними смотрят несколько взрослых птиц. Родители и птенцы находят друг друга по звуковым сигналам, голосовой обмен начинается за несколько часов до появления птенцов на свет. Взрослое оперение появляется только на третьем году жизни, ещё через два года птицы способны к успешному размножению, откладывание яиц раньше этого возраста чаще всего приводит к неудаче. Средняя продолжительность жизни фламинго — 20—30 лет.
Учёные выделяют фламинговых в отдельный отряд, который включает также несколько вымерших таксонов. Ранее птицы считались реликтовыми, остатки похожих на фламинго птиц относят к верхнему мелу, однако краун-группа семейства, включающая современные виды, скорее всего сформировалась 5—6 млн лет назад. На основе строения клюва различают две группы современных фламинго, в одной из которых дальнейшее деление связано с наличием или отсутствием заднего пальца на ноге. Международный союз орнитологов выделяет в семействе три современных рода с шестью видами.

## Этимология
Названия фламинго на многих языках связаны с красным цветом его оперения. В Аккаде их называли птицами света, в Древнем Египте для обозначения фламинго и красного цвета использовали один иероглиф. С языка народа кикуйю в Кении название птиц переводится как длинная шея, а с древнеарабского — глашатай, что связано с вокализацией фламинго. На востоке фламинго называли «верблюдами моря», по-видимому, сравнивая форму клюва фламинго и носа верблюда.
В Древней Греции краснокрылые птицы получили название по имени финикийцев, с которыми греков связывали торговые отношения. Это же имя легко в основу латинского научного названия птиц — Phoenicopterus, — которое в буквальном переводе означает «огненнокрыл»: др.-греч. φοῖνιξ — «багровый», др.-греч. πτερόν — «крыло». Названия других родов фламинго также образованы от этого корня. Phoeniconaias — тёмно-красные водяные нимфы (наяды), Phoenicoparrus — новые птицы, то есть обнаруженные недавно, хотя название может означать птиц дурного предзнаменования.
В романских языках название образовано от латинского слова flamma — «пламя». По одной версии английское название flamingo появилось после добавления к латинскому корню германского суффикса -ing. По другой, испанское flamenca использовалось для обозначения финикийцев, а flamengo — для обозначения птиц, окрашенных, как они, тогда соответствующее название появилось не раньше XIV века. В любом случае, этимология названия не имеет ничего общего с происхождением названия испанского танца фламенко. В 1563 году в «Книге мучеников» Джон Фокс упоминает розовых птиц, называя их Phenocapterie, а уже в 1589 году в «Книге путешествий» Ричарда Хаклюйта используется название фламинго.

## Описание
Фламинго — крупные птицы высотой 90—155 см с очень длинными ногами и шеей. У них лёгкий пневматический скелет, овальное тело и довольно маленькая голова. Масса фламинго составляет 2—4,1 кг (по другим данным, 2—4,5 кг), размах крыльев — 95—165 см. Самцы обычно крупнее самок, но у некоторых[каких?] видов разница между полами почти незаметна.
Клюв фламинго очень крупный относительно головы, он почти под прямым углом «коленообразно» загнут вниз в средней части, может иметь красно-коричневый, беловатый, розовый или жёлтый цвет, кончик клюва всегда чёрный. Массивный клюв имеет пористую конструкцию, что делает его легче и даже позволяет ему плавать по поверхности воды. Ноздри сквозные. Большая часть плоского надклювья образована верхнечелюстной костью, а не предчелюстной, как у гусеобразных. Подклювье объёмное и вогнутое, язык большой и мясистый. Самый конец подклювья сужается и образует своего рода воронку, необходимую для кормления птенцов. Края клюва и языка покрыты многочисленными роговыми пластинами. Такое строение позволяет фламинго процеживать планктон. Разные количество, размер и расположение пластинок позволяют симпатричным видам питаться разной пищей и избегать конкуренции. На узком кольце вокруг глаз, уздечке и подбородке оперение отсутствует, эти места по-разному окрашены в зависимости от вида и контрастируют по цвету с остальными частями головы и клювом. Радужина глаза жёлтая или красноватая.
У фламинго 17 удлинённых шейных позвонков (по другим данным — 19, при этом последний входит в состав спинной кости), которые придают шее в изогнутом положении ступенчатый вид. Для сравнения, количество шейных позвонков у лебедей составляет 25, а у гусей — 15—16. На большой глубине с помощью длинной шеи фламинго могут брать пищу из грязи на дне, а на мелкой воде длина шеи обеспечивает широкие колебательные движения, повышая эффективность поиска пищи. В проксимальной части шеи соединяются парные сонные артерии, под кожей развит воздушный мешок, разделённый на четыре камеры, который выступает в качестве резонатора. У фламинго 5 пар рёбер, строение грудины и таза сходно с таковым у аистов.
Возможно, чрезвычайно большая длина ног фламинго связана с необходимостью предохранения тела от солёной воды, в которой птицы добывают пищу. Вместе с уменьшенным оперением голени она позволяет фламинго заходить в воду практически до живота — глубже, чем заходят другие крупные болотные птицы. Сохранять остойчивость при высоко поднятом центре тяжести птицам помогает очень длинная цевка, слегка прогнутая вперёд, длина которой может втрое превышать длину голени. Мускулатура ноги напоминает таковую у аистов. Стопы фламинго сравнительно маленькие, три коротких передних пальца с тупыми когтями направлены вперёд и соединены хорошо развитой перепонкой, дающей птицам дополнительную поддержку при ходьбе и позволяющей им плавать. Задний палец развит слабо и расположен выше ступни, у короткоклювых фламинго (Phoenicoparrus) он отсутствует. Ноги фламинго обычно красные или розовые, у андского фламинго (Phoenicoparrus andinus) — жёлтые, у чилийского (Phoenicopterus chilensis) — зеленоватые, с красными «коленями» и лапами.
У фламинго объёмистый желудок с мощной мускулатурой, парные слепые кишки. Есть рудимент пениса.

### Оперение
Для всех фламинго характерно мягкое и рыхлое оперение, окраска преимущественно красная или белая с розовым оттенком, кончики крыльев чёрные. Крылья короткие и острые, первостепенных маховых перьев 12, они окрашены в чёрный цвет. У стоящей птицы внутренние второстепенные маховые перья длиннее первостепенных. Хвост короткий, состоит из 12—16 рулевых перьев, самой длинной является средняя пара рулевых перьев. Крылья и хвост частично скрыты плечевыми перьями и перьями надхвостья, которые вместе образуют «бахрому». У молодых птиц серое оперение с коричневыми и розовыми отметинами.
Основной цвет оперения — от бледно-розового до интенсивно-красного — достигается за счёт каротиноидов. На кроющих крыльев цвет особенно интенсивен. Фламинго получают каротиноиды, синтезируемые водорослями или другими организмами, напрямую или через питающихся ими беспозвоночных. Фламинго расщепляет эти пигменты печёночными ферментами и получают более полезные пигменты: кантаксантин, эхиненон, феникоксантин, астаксантин, феникоптерон. У андского фламинго и фламинго Джеймса (Phoenicoparrus jamesi) был также обнаружен фукоксантин. Эти пигменты обеспечивают окраску кожного покрова, яичных желтков и оперения. Каротиноиды составляют менее 0,1 % от сухого веса диеты, интенсивность окраски достигается также за счёт эффективного метаболизма. По-видимому, секрет копчиковой железы содержит кантаксантин, птицы натирают о неё щёки, а затем переносят пигмент на шею, грудь и спину. Максимальная концентрация совпадает с брачным периодом и привлекает потенциальных партнёров. Этот нестойкий пигмент быстро разрушается на свету, без специального корма птицы в зоопарках теряют розовые оттенки, также со временем белеют чучела фламинго. В XIX веке охотников интересовали красивые перья птиц, однако из-за быстрой потери цвета они пользовались меньшей популярностью, чем перья цапель.
Контурные перья фламинго по структуре напоминают таковые у аистов. Аптерии и птерилии покрыты пухом, побочные стволы на перьях хорошо развиты. Оперение быстро намокает. На чистку перьев тратится очень много времени — 15—30 %. Возможно, это связано с необходимостью регулярно вычищать из своего оперения скопления соли.
Фламинго не меняют наряд в зависимости от сезона, их цикл линьки очень нерегулярный. Линька может происходить два раза в год, раз в два года, а то и ещё реже. Иногда птицы сбрасывают одновременно все перья, необходимые для полёта, временно лишаясь этой способности. У малого фламинго (Phoeniconaias minor) этот промежуток времени может продолжаться до трёх недель. Похожая линька характерна для водоплавающих птиц. Возможно, частота и степень полноты линьки зависят от возраста и попыток размножения.

## Поведение
Характерная черта фламинго — их положение покоя, при котором птицы долго стоят на одной ноге. В шутку это положение объясняют тем, что если птицы поднимут обе ноги, то они упадут. В холодные дни стояние на одной ноге способствует уменьшению количества тепла, теряемого через ногу или ступню, однако фламинго используют такую позу и в жаркую погоду. Во сне птица опирает голову на переднюю часть тела, изгибая шею в ярко выраженную S-образную форму, или кладёт её на крестец. Фламинго обычно изгибают шею вправо, это позволяет им формировать сплочённые стаи, не натыкаясь друг на друга. Птицы, которые изгибают голову влево, более агрессивны.
Птицы почти всегда стоят лицом к ветру, что не позволяет ветру и дождю проникать под оперение. В ветреные дни длительность стояния на одной ноге уменьшается, видимо, птицам нелегко поддерживать баланс.
Фламинго легко ходят и хорошо бегают, их движения грациозны и ловки. Чтобы взлететь, они совершают короткий разбег, во время которого машут крыльями. В полёте птицы вытягивают шею и ноги, тем самым отличаясь от цапель, но приближаясь к аистам и журавлям. Крыльями фламинго машут равномерно, совершая довольно быстрые удары, однако не способны к парению. Перед приземлением они начинают скользить, а потом бегут несколько шагов, прежде чем остановиться. Фламинго развивают скорость 50—60 км/ч, демонстрируя прямой и быстрый полёт. Стаи летают линиями или клином. Птица, которая летит позади, несколько смещена относительно центра птицы, летящей впереди, избегая таким образом турбулентности и имея прямой обзор, позволяющий быстро изменить направление движения.
- Розовый фламинго
- Отдых
- Взлёт
- Полёт
- Приземление

### Вокализация
Фламинго — как правило, шумные птицы, с громким и грубым голосом, напоминающим гоготание гусей. Верхняя гортань у них трахеобронхиального типа с развитым воздушным мешком под кожей шеи, разделённым на доли. Звуковые сигналы варьируют в зависимости от активности и могут представлять собой болтовню стада во время кормления, носовые гудки при полёте, ворчание или рычание при проявлении агрессии. Позывки разных видов, как правило, различаются между собой. Очень схожи звуковые сигналы розового (Phoenicopterus roseus) и малого фламинго, различаются лишь более высокой частотой звука у последнего.
Вокализация помогает птицам держать стадо вместе. Звуковые сигналы также играют важную роль во время брачных представлений и сопровождают определённые позы и движения. Некоторые позывки возникают во время формирования парной связи и произносятся обеими птицами. Кроме того, они необходимы для взаимного признания родителей и птенцов, особенно когда последние собираются в большие «ясли». Цыплята начинают петь за несколько часов до того, как вылупятся, и сразу слышат ответ взрослых. Обмен звуковыми сигналами продолжается ещё несколько дней после того, как птенцы покинут гнездо. Он позволяет взрослым птицам накормить своего птенца в яслях.

## Распространение

### Ареал
Фламинго распространены в тропических и субтропических регионах, изредка проникая в умеренные широты. Наибольшее видовое разнообразие наблюдается в Южной Америке, где встречаются чилийский, андский, красный фламинго (Phoenicopterus ruber) и фламинго Джеймса (Phoenicoparrus jamesi). В Европе птицы обитают на юге Франции в заповеднике Камарг, на юге Испании; в Африке населяют озёра Марокко, Туниса, Мавритании, Кении, обитают на юге континента; в Азии известны колонии на юге Афганистана, северо-западе Индии, на Шри-Ланке. Самые северные гнездовые популяции розового фламинго находятся на озёрах Тенгиз и Челкартенгиз в Казахстане, эти птицы обычно зимуют в Хазарском заповеднике в Туркменистане и Кызылагаджском заповеднике в Азербайджане. Изредка фламинго залетали в Санкт-Петербург, к Байкалу, в Исландию.
Фламинго встречаются как на уровне моря, так и высоко в горах. В Афганистане розовый фламинго размножается на озере Дашти-Навар (Dasht-e-Nawar) на высоте 3100 метров, а в Андах три вида фламинго размножаются на высоте 3500—4500 м над уровнем моря. Наибольшая численность фламинго наблюдается на озёрах Натрон, Накуру и Найваша в Восточной Африке, озёрах Ван и Урмия на Армянском Нагорье, в заливах Большого Качского Ранна в Индии и Пакистане, на юге Индии, а также на берегах Красного моря, на Багамских и Галапагосских островах.
Кольцевание птиц позволило определить, что популяции Западной Палеарктики и Западной Азии различаются. Ареал этих групп пересекается в Ливии. Небольшой обмен происходит крайне редко: птицы с Ирана и Казахстана были обнаружены во Франции и Тунисе, а с Камарга — в Турции. Аналогичным образом пересекаются колонии малых и розовых фламинго в солончаках Этоша в Намибии и Макарикари (Makarikari Pan) в Ботсване, находящихся на расстоянии 960 км друг от друга. При этом размножение происходит только в Ботсване. Популяция в этой стране, которая отделена от фламинго Восточной Африки более чем на 1440 км, имеет контакт и с ней. Исследователи отмечали, что аномально высокая концентрация малого фламинго в Макарикари совпала с резким сокращением популяции на озере Накуру в Кении. В Америке красный фламинго также перемещается между колониями. Известно о перелётах между багамским островом Большой Инагуа и островами Куба и Гаити, популяция с Риа-Лагартос на Юкатане обычно зимует в дельте Селестуна (Celestún). Информация о перемещении других южноамериканских видов очень скудная. По всей видимости, птицы не перелетают на большие расстояния. Вместе с тем, известно, что чилийский фламинго улетает с озера Хунин в Перу в феврале — мае, когда уровень воды очень высок, а также регулярно долетает до тихоокеанского побережья или перемещается между Аргентиной и Огненной Землёй.

### Среда обитания
Фламинго предпочитают крупные мелководные озёра и лагуны, ширина которых может достигать 80 км. Водоёмы могут быть солёными или щелочными, со значением pH до 10,5 и солёностью, более чем в два раза превышающую солёность океана. Как правило, они лишены растительности и окружены пустынной почвой, особенно в местах размножения. Фламинго очень устойчивы к едким условиям, могут обитать в местах с высоким содержанием хлоридов, карбоната натрия, сульфатов и фторидов. Их всё чаще можно встретить и в пресной воде. Эта тенденция была отмечена в 1975 году в Камарге на юге Франции и, возможно, связана с ростом популяции розового фламинго. Исключение составляют красные фламинго с Галапагосских островов, которые предпочитают небольшие солёные лагуны. Розовые фламинго могут обитать в мангровых болотах и соляных отстойниках, гнездиться в водоёмах с высокой солёностью, например в Фри-Стейт в ЮАР, или на песчаных островах приливных равнин залива Габес в Тунисе и Банк-д’Арген в Мавритании.
Температура приземного слоя воздуха достигает 50—55 °C, гипертрофированная длина ног и шеи птиц может быть способом охлаждения головы за счёт большого расстояния от поверхности. При этом на горных озёрах возможны значительные суточные перепады температур. На горном плато Альтиплано, где в озёрах встречаются горячие источники вулканического происхождения, фламинго могут переживать суровые зимы, с падением температур до −30 °C. Они остаются в непосредственной близости от этих источников всю зиму, когда остальная часть озера замерзает.
Возможно, именно такая узкоспециализированная среда обитания позволила древним фламинго выжить, так как у них была относительно слабая конкуренция со стороны видов более позднего происхождения. Часто в таких условиях, кроме фламинго, живут только водоросли, диатомовые водоросли и некоторые водные беспозвоночные, которые представляют богатый источник пищи. Учёные обнаружили связь между использованием озёр чилийским фламинго в перуанских Андах и наличием в них рыбы. Среди 20 озёр на высоте 3700—4700 метров, исследованных биологом Стюартом Херлбертом (Stuart H. Hurlbert), фламинго, как правило, присутствуют в больших количествах на тех из них, в которых нет рыбы, конкурирующей с ними за пищу. Внедрение рыбы в водоёмы, которое поощряют региональные власти, может повлиять на распространение чилийского, розового и красного фламинго, которые питаются беспозвоночными. Пищей остальных видов являются водоросли, поэтому такие изменения не должны их затронуть.

### Миграция
В основном птицы ведут оседлый или бродячий образ жизни. За пределами сезона размножения фламинго могут совершать вертикальные кочёвки, перемещаясь зимой в более тёплые районы. При этом перемещения происходят не каждый год, а количество птиц варьирует в зависимости от климатических условий. Полноценные миграции осуществляет только розовый фламинго в северной части ареала.
Крупные исследования перемещений розового фламинго состоялись в 1970—1980-х годах в Западной Палеарктике. Многие птицы покидают Камарг в сентябре, однако в регионе остаётся несколько сотен или тысяч особей даже в суровые зимы. Птицы улетают на юго-запад в Испанию и Марокко, либо на юго-восток в Тунис и Алжир, останавливаясь по пути в Сардинии. Некоторые птицы могут достигать Сенегала или Турции. Направление зависит от преобладающих ветров в первый сезон фламинго, в последующие сезоны птицы следуют тому же маршруту. Часто они возвращаются в родную колонию для размножения, но могут присоединиться к соседним. При этом смена колонии не означает, что первоначальный участок перестал подходить. Вместе с тем, перемещения, связанные с климатическими факторами, также бывают довольно часто. В водно-болотных угодьях вокруг Сахары из-за засухи происходит обратная миграция в период с августа по октябрь. Возможны перемещения через Средиземное море, в частности, на Корсику.
Перелёты фламинго проходят безоблачной ночью при благоприятном попутном ветре, обычно в стаде от 2 до 340 птиц, в среднем — 71. Вместе с тем, пилоты самолётов видели фламинго и днём на больших высотах. Средняя скорость составляет 50—60 км/ч, то есть за ночь птицы не могут преодолеть более 600 км. Во время больших штормов они не справляются с сильным ветром и могут быть перенесены на значительные расстояния. По другим данным, птицы могут лететь пятнадцать часов подряд, а максимальная зарегистрированная скорость полёта фламинго составила 76 км/ч. Регулярные перелёты между местами кормления и размножения составляют 100—200 км.

### Численность и охранный статус
В энциклопедии «Жизнь животных» 1986 года была указана численность фламинго в 6 млн птиц, и она считалась завышенной оценкой. В издании «Разнообразие птиц» 2001 года численность малого фламинго оценивалась в 4—6 млн особей, красного — 900 тысяч, розового — 800 тысяч, чилийского — 500 тысяч, андского — 50 тысяч, фламинго Джеймса — 50 тысяч. HBW Alive приводит показатели: 2,5 млн для малого фламинго, 800 тысяч для розового, 200 тысяч для чилийского и по 50 тысяч для андского и фламинго Джеймса. На Галапагосских островах обитает не более 500 особей фламинго, которые некоторыми учёными рассматриваются как отдельный подвид. Оценка численности некоторых видов фламинго затрудняется труднодоступностью их мест обитания.
Самый редкий представитель семейства — фламинго Джеймса — с 1924 года считался полностью вымершим, но в 1957 году были обнаружены гнездовья в Лагуне-Колорада на юге Боливии (по другим данным это произошло в 1956 году). С тех пор численность вида в этом районе возросла до 26 тысяч особей, кроме того, были открыты гнездовья в Аргентине и Чили. Тем не менее фламинго Джеймса включён во второе приложение СИТЕС. Не менее редким является андский фламинго. Гнездовья андского фламинго и фламинго Джеймса находятся около границы Перу, Боливии, Чили и Аргентины, и отсутствие скоординированных усилий по переписи даёт завышенные результаты. В 1984 году была начата программа по охране птиц на севере Чили, в том числе, фламинго в Андах. После обнаружения высокой смертности фламинго Джеймса в Лагуне-Колорада в 1986 году в Боливии был разработан и принят план спасения этого вида.
Фламинго сохраняют размер популяции, если успешно размножаются три раза каждые 6—7 лет. Несмотря на большое количество птиц, их численность в некоторых районах весьма ограничена. Например, в Западной Африке обитает только 6 тысяч малых фламинго, а в районе Мексиканского залива — 80—90 тысяч красных фламинго. Птицы перестали гнездиться в Пуэрто-Рико, на Виргинских островах, на Гаити и в Колумбии. В некоторых районах гнездовые колонии фламинго тревожат низко летящие самолёты. В конце 1940-х годов исчезла колония фламинго на острове Андрос в Греции, насчитывавшая до этого около 10 тысяч птиц.
До недавнего времени два вида фламинго — андский и фламинго Джеймса — классифицировались Международным союзом охраны природы как виды, для оценки угрозы которым недостаточно данных. Среди современных представителей семейства два вида — красный и розовый фламинго — вызывают наименьшие опасения, чилийский, малый фламинго и фламинго Джеймса близки к уязвимому положению, а андский фламинго относится к уязвимым видам. В излюбленных местах обитания фламинго часто строят соляные или содовые заводы, вокруг которых разрушается естественная среда, искусственно поддерживаемый круглый год уровень воды усиливает эрозию, лагуны блокируют дорогами. Вместе с тем, фламинго могут использовать такие территории для кормления, как это произошло в Рио-Лагартос и Камарге. Иногда популярность фламинго способствует охранным мероприятиям. Около соляного завода на Бонайре, построенного в середине 1960-х годов, был основан заповедник площадью 55 гектаров с искусственной дамбой и насосами, контролирующими уровень воды. Повышенная солёность этого водоёма не позволила развиться в нём достаточному количеству мух-береговушек, и фламинго перешли на другую диету, состоящую из улиток и мелких крабов. При этом многие птицы совершают ежедневные перелёты в Венесуэлу, так как корма всё равно не хватает. В результате в 1987 году фламинго основали колонию в Сьенага-де-лос-Оливитос на северо-западном побережье Венесуэлы.
Во многих странах мира места гнездования фламинго объявлены заповедниками, резерватами или национальными парками, птицы находятся под охраной государства.

## Питание

### Рацион
Фламинго питаются сине-зелёными и диатомовыми водорослями, некоторыми водными беспозвоночными (мелкими ракообразными, червями, моллюсками). Межвидовые различия в структуре клюва позволяют сосуществовать без конкуренции розовым и малым фламинго в Африке и Индии, а также чилийским, андским и фламинго Джеймса в Андах. Быстрые изменения уровня солёности и уровня воды в водоёмах в местах нагула фламинго приводят к заметным периодическим изменениям в рационе птиц.
Розовый и красный фламинго питаются планктоном размером от 0,6 до 4—6 мм, включая мелких ракообразных, моллюсков, кольчатых червей, личинок двукрылых и других насекомых, семена растений и мелкую рыбу. В Европе и Северной Америке в рационе преобладают артемии (Artemia), обитающие в воде с солёностью до 20 %, на востоке Африки — личинки комаров-звонцов (Chironomidae) и веслоногие ракообразные (Copepoda), в Вест-Индии — куколки мух-береговушек Ephydra, улитки Cerithidea и Cerithium. Иногда могут ловить взрослых насекомых или мелкую рыбу, например, карпозубиков (Cyprinodon). В заливе Мапуту в Мозамбике розовые фламинго выходят на песчаные берега острова Инака, где обитают миллионы крабов Dotilla fenestrata. Аналогичный рацион чилийского фламинго обусловлен схожим строением клюва. Более сложное строение клюва малого фламинго не позволяет ему получать крупные частицы, размер зазоров, через которые проходит пища, не превышает 0,01 мм на 0,05 мм. Птицы этого вида поглощают только очень маленькие водоросли, бентальные диатомовые водоросли, в основном Arthrospira, образующие чрезвычайно плотные скопления на поверхности воды в некоторых озёрах Африки и Индии. Андский фламинго питается диатомовыми водорослями длиной 0,8 мм или чуть больше, а фламинго Джеймса — менее 0,6 мм. Считается, что фламинго проглатывают грязь, до 20 % сухого веса которой составляют питательные вещества и органические соли.
Красному фламинго требуется около 270 г сухого веса личинок или куколок в день, что составляет 32 тысячи куколок или 50 тысяч личинок. Малому фламинго требуется 60 г сухого веса сине-зелёных водорослей. Скопления этих фламинго на озёрах Накуру и Богория в Кении могут съедать более 60 тонн водорослей в день. Концентрация водорослей на некоторых озёрах составляет около 3 граммов на литр, то есть каждый малый фламинго должен отфильтровать около 20 литров воды в день. Когда концентрация снижается до 1 грамма на литр, энергия, затрачиваемая на кормление, превышает энергию, получаемую из пищи, и птицы перемещаются в другую область, иногда на том же озере.
Фламинго слизывают сбегающие по оперению капли воды во время дождя. Они могут пить солёную и щелочную воду, так как у них хорошо развиты надорбитальные солевыводящие железы. Фламинго могут мириться с температурами воды для питья до 68 °C и выше, пить воду с температурой близкой к точке кипения вблизи горячих источников и гейзеров. При этом птицы не могут стоять в такой воде и постоянно переступают с ноги на ногу.

### Добыча пищи
Необычный клюв позволяет фламинго процеживать планктон, обеспечивая такой же механизм питания, как у усатых китов. По краю челюстей и на языке рядами расположены многочисленные пластины, обычно покрытые тонкими волосками. Фламинго держат челюсти лишь слегка открытыми, что позволяет им избежать проглатывания слишком крупных частиц. Характерный изгиб клюва гарантирует почти одинаковый зазор между челюстями по всей длине клюва (при прямом клюве — на его конце зазор больше). Язык движется вперёд и назад в зазоре между челюстями, работая как поршень. При всасывании воды или ила пластинки вдавливаются и пропускают все частицы, которые могут пройти через узкие отверстия, при выталкивании воды — поднимаются и задерживают эти частицы. Частицы пищи направляются в горло с помощью шипов, обращённых назад и покрывающих язык и нёбо. Подробное описание цедильного аппарата фламинговых было опубликовано в 1957 году Пенелопой Дженкин (Penelope Margaret Jenkin). В основном оно включало информацию по розовому, малому и красному фламинго. Аналогичное исследование южноамериканских видов фламинго было предпринято Вирджинией Маскитти (Virginia Mascitti) и Фернандо Освальдо Краветцем (Fernando Osvaldo Kravetz) в 2002 году.
Розовый фламинго закачивает воду и грязь 5—6 раз в секунду, малый — примерно 20 раз в секунду. Розовый и чилийский фламинго почти всегда полностью погружают голову в воду и потребляют организмы из грязи на дне, при этом темя почти касается дна. На больших глубинах в воду погружается вся голова и шея до плеч. Чтобы дышать, фламинго поднимают голову из воды каждые 5—25 секунд, они могут поднимать грязь ногами, тогда частицы пищи легче собирать. Малые фламинго, напротив, погружают голову только на 3—6 см, так как в поисках водорослей они фильтруют воду почти у самой поверхности. Нижняя челюсть у них служит поплавком, позволяя голове плавать на подходящей глубине. В целом для кормления малый фламинго нуждается в более спокойных водах, при сильном ветре он предпочитает отдыхать и чиститься около берега.
Обычно во время кормления фламинго внизу находится надклювье, а вверху — подклювье. Птицы способны двигать как надклювьем, так и подклювьем. Ещё в III веке до н. э. философ Менипп Гадарский предположил, что у фламинго, в отличие от многих остальных известных животных, во время приёма пищи двигается верхняя челюсть, а не нижняя. Подобную теорию выдвигали английский натуралист Неемия Грю и французский биолог Жорж-Луи Леклерк де Бюффон в XVII и XVIII веке, соответственно. Подробные исследования Дженкинс, опубликованные в 1957 году, показали, что при кормлении фламинго в основном двигает верхней челюстью, а подклювье остаётся неподвижным.
Фламинго могут бегать, но во время приёма пищи обычно движутся медленно. Фламинго Джеймса делает 10—15 шагов в минуту, андский фламинго — 20—30 шагов, а чилийский фламинго — 40—60 шагов. Последние ходят быстро и целеустремлённо, поднимая со дна много беспозвоночных. Вокруг них часто плавают и собирают поднятый корм трёхцветные плавунчики (Phalaropus tricolor), которые игнорируют других фламинго. Подобное взаимодействие наблюдается между розовым фламинго и круглоносым плавунчиком (Phalaropus lobatus) в дельте Эбро на северо-востоке Испании. Все фламинго могут кормиться и на плаву. Чтобы добывать пищу с больших глубин, они способны переворачиваться, как многие водоплавающие птицы; крупные фламинго при этом достают до глубины 120—130 см, в то время как другие птицы — не глубже 70—80 см.
На острове Бонайре красные фламинго обитают около солевого завода, где не хватает корма для всей колонии, и многие птицы летают на побережье Венесуэлы, от которого остров находится менее чем в 100 км. Подобные перемещения наблюдаются в Фуэнте-де-Пьедра, где птицы летают за кормом к болотам Доньяна в 150 км к западу.
В силу особых условий обитания конкуренция за пищу с другими птицами практически исключена.
- Добыча пропитания
- Малый фламинго
- Чилийский фламинго
- Андский фламинго
- Розовый фламинго

### Суточная активность
Изучение розового фламинго в Камарге на юге Франции показало, что обычно птицы питаются ночью, а день проводят в спящем состоянии. Ранее учёные полагали, что такая активность связана с более эффективной добычей корма в связи с суточной вертикальной миграцией пищи. Вместе с тем, она может иметь терморегуляторную функцию, а также позволяет избегать людей. Малые фламинго в Восточной Африке предпочитают ночное кормление ещё в большей степени, чем розовые, что может быть связано с необходимостью более спокойной воды. По другим сведениям, птицы активны днём, чтобы иметь возможность находить глазами скопления пищи. Птицы, принимающие участие в размножении, могут питаться в любое время суток.
Исследования красных фламинго на полуострове Юкатан показали, что кормление резко сокращается в феврале, когда брачная деятельность достигает своего пика, и в мае — июне, когда много времени посвящено уходу за птенцами. Как следствие, перед началом сезона размножения фламинго необходимо накопить запас питательных веществ. Было замечено, что в Камарге размножение успешнее после влажной осени, во время которой доступно больше продовольствия.

## Размножение
Особенности размножения фламинго изучены не очень хорошо, так как их колонии часто находятся в отдалённых районах на расстоянии тысячи километров друг от друга. В 1954 году были впервые обнаружены места размножения малого фламинго, в 1957 году — фламинго Джеймса. Основным фактором, определяющим размножение фламинго, является дождь, который обеспечивает адекватный уровень воды для достаточного количества пищи, мягкую грязь для строительства гнёзд и защищает их от наземных хищников. На юге Испании и в Камарге фламинго размножаются весной, а в Андах — в начале сезона дождей с конца ноября. В этих регионах в умеренных широтах хорошо выражена сезонность климата. В тропиках и субтропиках же фламинго могут размножаться практически в любое время года. Их гнёзда на Галапагосских островах можно найти с февраля по декабрь, а на острове Бонайре в течение 18 месяцев фламинго непрерывно использовали один и тот же район — возможно, из-за отсутствия других доступных мест. За это время на нём вывели птенцов как минимум четыре группы птиц. В разное время года в Индии и Восточной Африке также используются одни и те же районы. Фламинго могут размножаться на новых участках, но, даже если они добьются успеха, это не значит, что они вернутся на них снова. Так произошло с розовыми фламинго на озере Сент-Лусия в Южной Африке в 1972 году и на озере Шала в Эфиопии в 1988 году.
Фламинго имеют тенденцию размножаться не каждый год. В Камарге с 1914 по 1968 год фламинго пытались размножаться 32 сезона, но после строительства искусственного острова для предотвращения затопления колонии несколько лет размножение проходило каждый год. В Восточной Африке у розовых и малых фламинго размножение в среднем происходит раз в два года, но может оказаться, что за периодом нескольких последовательных сезонов размножения следует период, когда в течение нескольких лет не делается никаких попыток.

### Брачное поведение
За несколько месяцев до размножения фламинго начинают устраивать коллективные представления, в которых участвуют сотни или тысячи птиц. Они демонстрируют своеобразные ритуальные позы и движения, среди которых наиболее распространённым является вытягивание шеи с направленным вверх клювом и последующее ритмичное покачивание головы из стороны в сторону. При этом птицы издают громкие звуковые сигналы. Фламинго расправляют на несколько секунд крылья и демонстрируют их контрастные цвета, задирают хвост и вытягивают шею, издавая низкое ворчание. Во время другого движения птицы скручивают шею назад и как бы чистят перья, пряча клюв за частично открытым крылом, или вытягивают назад ногу и крыло с одной стороны тела. Плотное стадо может синхронно маршировать в одном направлении, высоко поднимая ноги, а потом резко останавливаться или поворачивать. Некоторые движения характерны не для всех видов, но между близкородственными формами наблюдается некоторое сходство. Из-за высокой специфичности брачных ритуалов фламинго неизвестно об их межвидовых гибридах.
Во время брачных представлений движения фламинго частично повторяют каждодневные занятия птиц — чистка перьев, растягивание крыльев, — однако они носят ритуальный характер. При обычном поведении эти движения приносят практическую пользу, они более медленные, продолжаются дольше и не выполняются синхронно. Иногда птицы демонстрируют только одно движение, но по мере приближения времени спаривания выполняют целые серии в предсказуемых последовательностях. Во время таких коллективных представлений посредством гормональной стимуляции происходит синхронизация размножения как можно большего числа птиц. Это позволяет наиболее эффективно использовать подходящий уровень воды и количество пищи — условия, часто нестабильные в тропических и субтропических зонах.
При формировании пары фламинго устраивают похожие, но гораздо менее яркие представления. Спаривание возможно только после того, как пара покидает группу. Иногда спаривание происходит не на тех участках, где расположено гнездо, часто на мелководье или на суше. Чтобы не потерять равновесие, самка упирается клювом в субстрат. Птицы, по-видимому, моногамны. По одним сведениям, они образуют пары на один сезон, по другим — сохраняют на протяжении нескольких лет.
- Красный фламинго
- Малый фламинго
- Фламинго Джеймса

### Колонии
Фламинго являются одними из самых стадных птиц. Они собираются в группы из десятков тысяч, в Восточной Африке более миллиона малых фламинго могут собраться вместе. Крупные стаи обеспечивают большую безопасность, в них могут собираться два—три вида фламинго. Группы, состоящие всего из нескольких особей, крайне редки. Красные фламинго с Галапагосских островов образовывают колонии по 3—50 пар, намного меньшие, чем у остальных представители семейства. Гнездование отдельными парами неизвестно. Вместе с тем, постоянных колоний очень мало, из-за климатических изменений они появляются и исчезают в разных местах.
Колонии фламинго располагаются на обширных мелких илистых водоёмах или солончаках, часто на лишённых растительности грязевых островах. Предпочтение отдаётся солёным и щелочным озёрам с высоким содержанием натрия, гипса и сероводорода. В таких озёрах под солёной или гипсовой коркой находится жидкая грязь. В Казахстане формируют колонии в равнинной местности, а в Афганистане и Андах — в горах. Точное месторасположение может меняться в зависимости от глубины воды. Могут использовать скалистые острова, как на озёрах Элментейта в Восточной Африке и Урмия в Иране, либо земляные дамбы, как в провинции Фри-Стейт в ЮАР.
Для всех шести современных видов фламинго известны гнездовые колонии, состоящие из тысяч птиц. На озере Магади в Кении в 1962 году было зафиксировано 1,1 млн пар малого фламинго, на озере Натрон в Танзании в 1957 году — 500 тысяч пар того же вида, на солончаке Этоша в Намибии в 1969 году — более 100 тысяч пар. На солончаках Качский Ранн на северо-западе Индии в 1960 году было отмечено более 200 тысяч пар розового фламинго. В Лагуна-Колорада в Боливии чилийские, андские и фламинго Джеймса могут размножаться вместе без явной сегрегации между видами. Такое же поведение было отмечено и для розовых и малых фламинго на озёрах Накуру, Элментейта и Натрон. Джордж Кирби Йейтс (George Kirby Yeates) описал колонию фламинго как «гигантский и симметричный цветочный ковёр огромных розовых гераней на красных стеблях».
Создание видимости колонии является важным фактором для размножения фламинго в неволе. Численность группы должна быть не менее 10 особей, желательно — 40 птиц. Для создания эффекта многочисленности колонии в зоопарках стали устанавливать специальные зеркала. Позднее смотрители зоопарков пришли к выводу, что фламинго предпочитают рассматривать себя в зеркале, чем искать партнёра. Для стимуляции размножения в неволе в зоопарках стали создавать искусственные гнёзда и подкладывать в них яйца, чтобы птицы полагали, что их сородичи уже начали гнездование.

### Гнёзда
Гнездо фламинго представляет собой башенку из ила и ракушечника в форме усечённого конуса, сверху которого находится небольшое углубление. Вокруг конуса выкапываются строительные материалы, в результате чего формируется жёлоб глубиной до 20 см, часто заполненный водой. В зависимости от характера грунта существенно отличаются размеры конуса, даже в пределах одной колонии трудно найти два совершенно одинаковых гнезда. Диаметр гнезда у основания составляет 35—56 см, в верхней части — 22—40 см, а высота конуса — 30—45 см (по другим данным, 50—60 см) или ниже. Такой курган защищает яйца от повышения уровня воды, а также от чрезмерного нагрева. При температуре почвы 50—55 °C в Восточной Африке температура в верхней части гнезда не поднималась выше 30—35 °C. В местах, где нет мелкой грязи и опасности затопления, гнездо представляет собой просто кучу обломков и мелких камней. Старые гнёзда могут использоваться другими фламинго после некоторого ремонта, по другим данным, они ежегодно строятся заново. Предположительно, при строительстве гнезда пара использует около 300 кг ила.
Гнездо строят оба партнёра по очереди. Используя клюв как ковш, они собирают грязь, камни и строительный мусор около себя и между ног. Часто строительство гнезда начинает самец, который работает неспешно. Его сменяет самка, у которой уже формируется яйцо и которая строит более активно. Темп строительства увеличивается ещё больше после того, как яйцо уже положено. В это время родители занимаются усилением гнезда.
Внутри колонии гнёзда распределены неравномерно, в некоторых местах плотность расположения гнёзд очень высока, но встречаются и практически пустые пространства. У малого фламинго наблюдалась самая большая плотность помещения гнёзд — до 5 на квадратный метр. Во время инкубации, и пока птенцы остаются в гнезде, фламинго защищают непосредственно гнездовой участок. Они могут принимать угрожающие позы, раскачивая шею и голову из стороны в сторону и расправляя перья. В ходе борьбы за место для гнезда возможен контакт клювами.

### Яйца
Фламинго откладывают одно яйцо, которое может иметь бледно-голубой оттенок, но позднее приобретает белый матовый цвет. Яйцо довольно большое: у малого фламинго размеры яйца составляют 78 × 49 мм при массе 115 г, у розового фламинго — 90 × 55 мм и 140 г, соответственно. С вероятностью менее 2 % в гнезде может находиться два яйца, но считается, что их откладывают другие самки. При откладывании яйца, которое продолжается больше часа, самка должна убедиться, что оно окажется в гнезде. Птицы не ищут укатившиеся яйца, даже если они не разбились. При потере яйца в результате наводнения или нападения хищников в течение первых нескольких дней фламинго могут отложить второе яйцо. Крайне редко в кладке может быть до трёх яиц.
Инкубация начинается сразу после откладывания яйца и производится обоими родителями. Птицы могут оставаться на гнезде от 1 до 24 часов, иногда по несколько дней, но это снижает успех размножения. Время, проведённое на гнезде, зависит от расстояния до места кормления. Смена родителей происходит быстро и без сложных церемоний. При сходе с гнезда птицы используют клюв в качестве опоры. Ранние исследователи полагали, что фламинго садятся на гнёзда как люди на стулья, и только английский исследователь Африки Гарри Гамильтон Джонстон в 1880 году показал, что они, так же как и остальные инкубирующие птицы, складывают свои ноги под животами.
У всех видов инкубация продолжается 27—31 день, по другим сведениям — 27—33 дня. В жаркой местности роль родителей заключается в защите от окружающей температуры и создании тени над кладкой.

### Птенцы
Вылупление птенцов занимает 36 часов. Только что вылупившиеся птенцы фламинго зрячие и активные, похожи на гусят. Они покрыты серым пухом, у них прямой клюв. По другим данным, у птенцов густой белый пух, прямой короткий клюв и толстые короткие ноги. Взрослые птицы активно помогают птенцам появиться на свет, отламывая кусочки яичной скорлупы. Через две недели клюв начинает постепенно изгибаться. В возрасте четырёх недель первый пух сменяется вторым пуховым нарядом, более тёмным, оперение начинает развиваться ещё через две недели.
Первые 5—12 дней птенец остаётся в гнезде, располагаясь между крылом и телом взрослого, часто выглядывая из своего укрытия. Покидая гнездо, птенец уже может хорошо ходить и плавать. Он присоединяется к яслям, в которых собираются сотни или тысячи птенцов. Известно о яслях малого фламинго численностью 300 тысяч птиц. За птенцами смотрят взрослые птицы, возможно, потерявшие собственную кладку. Поначалу их соотношение к птенцам составляет один к десяти, со временем — один к ста и выше.
Подобно голубям, взрослые фламинго кормят своих птенцов «отрыжкой» — полупереваренной пищей с выделениями нижней части пищевода и преджелудка. Такой корм принимают птенцы в гнезде и подросшие птенцы в яслях, которые узнают родителей по зову. Питание содержит 8—9 % белка, 15 % жира и по пищевой ценности схоже с молоком млекопитающих. Из-за входящих в состав каротиноидов «молоко» приобретает светло-розовый цвет. По другим сведениям, красноватый цвет связан с тем, что в первые две недели выкармливания в питание птенцов выделяется лимфа и кровь, потом оно светлеет. Секреция регулируется гормоном пролактином (позывы цыплят стимулируют его выработку у родителей, что приводит к образованию нужных клеток), при этом «молоко» производится представителями обоих полов, в том числе не размножающимися птицами и семинедельными птенцами.
Во время кормления взрослая птица держит клюв над цыплёнком, «молоко» капает в клюв птенца. Сначала процесс кормления занимает пять минут, повторяясь каждые 45—90 минут, по мере роста птенца время кормления увеличивается и может достигать 20 минут, но происходит только один раз в день. Кормление продолжается до 10—12 недель или до подъёма на крыло, хотя с 4—6 недель птенцы уже могут добывать пищу самостоятельно. На 65—75 день молодые фламинго приобретают способность к полёту, к этому времени у них окончательно формируется и цедильный аппарат. На третьем году они приобретают взрослое оперение, до тех пор оставаясь серыми, с тёмными ногами и клювом.

### Успех размножения, продолжительность жизни
Крупные фламинго становятся половозрелыми в возрасте пяти или шести лет, мелкие — на третий год жизни. Фламинго в Камарге пытаются заводить потомство с трёх лет, но в таком возрасте обычно терпят неудачу. Успешное выведение птенцов бывает у птиц старше семи лет. Аналогично, в лагуне Фуэнте-де-Пьедра на юге Испании у птиц моложе шести лет вероятность успешного размножения составляет 13,6 %, а у птиц от шести лет и старше — 86,4 %. При этом с возрастом вероятность успеха снижается: самым успешным является размножение у семилетних птиц — 91,7 %, а девятилетние птицы успешны только в половине случаев. В целом по колонии этот показатель составляет 44 %. В среднем успех размножения для розовых и малых фламинго составляет 40 %, за исключением тех лет, когда колонии постигает полная неудача.
При пересыхании водоёмов повышается концентрация солей и щелочей, что может привести к массовой гибели фламинго. Например, на озере Магади птицы оказались буквально «закованы в кандалы», когда вокруг их ног кристаллизовался гипс. Из-за непредсказуемого гидрорежима иногда гибнет до 100 % нелётных птенцов, оказывающихся неспособными перебраться из пересохшего водоёма. Повышение уровня воды также приводит к проблемам, так как затапливает кладки, из-за чего в отдельные годы фламинго строят более высокие гнёзда. Падение уровня воды влияет на запасы продовольствия и подпускает к колонии наземных хищников, в частности собак, лис или диких кабанов.
Другим негативным фактором является внутривидовая конкуренция. Появление большого количества новых птиц в уже действующей колонии может привести к тому, что фламинго покидают свои гнёзда. Возможно, именно это случилось в 1987 году в Фуэнте-де-Пьедра, когда много птиц обосновалось в Доньяне.
Серьёзную угрозу для яиц и птенцов представляют другие птицы — хищники, вороны и чайки. В Камарге в некоторые годы до половины неудач связано с чайкой хохотуньей (Larus cachinnans), выработавшей особый способ добычи яиц и птенцов фламинго. Чайки клюют взрослых птиц за суставы ног или тянут за клюв, заставляя их встать с гнезда. В Восточной Африке угрозу представляет африканский марабу (Leptoptilos crumeniferus), который не только охотится на яйца и цыплят, но и заставляет фламинго покидать колонии. В Восточной и Юго-западной Африке некоторые потери связаны с розовым пеликаном (Pelecanus onocrotalus), который выбирает для своих колоний те же места и вытесняет более слабых фламинго. По иным сведениям, фламинго в целом мало страдают от естественных врагов.
Многие фламинго живут 20—30 лет, нередко встречаются особи возрастом более 50 лет. В 2014 году в аделаидском зоопарке в Австралии умер фламинго, который прожил 83 года.

## Эволюция
Остатки птиц, похожих на фламинго, известны с верхнего мела. Традиционно фламинговые считаются реликтовой группой птиц, с наибольшим видовым разнообразием во время раннего кайнозоя, примитивные формы прослеживаются до среднего эоцена более 50 млн лет назад, некоторые учёные относят к фламинго и более ранние находки. Вымершее семейство Palaelodidae, которое относят к фламингообразным, восходит к олигоцену. Вместе с тем, последние молекулярные исследования, поддерживающие сестринские связи поганок и фламинго, ставят под сомнение такой возраст последних.
Самым древним известным представителем семейства считается Harrisonavis croizeti, остатки которого были обнаружены во Франции и восходят к позднему олигоцену и раннему миоцену, как и большинство других современных семейств птиц. Скелет Harrisonavis croizeti схож с современными фламинго, но характеризуется менее загнутым клювом. Обнаруженный в Кении Leakeyornis aethiopicus из раннего и среднего миоцена известен по многочисленным остаткам черепа. Учёные относят Harrisonavis croizeti и Leakeyornis aethiopicus к стем-группе семейства фламинговых. В связи с этим Майр усомнился в корректности отнесения остатков раннего миоцена из Таиланда к современным малым фламинго (Phoeniconaias). Данные остатки вызывают интересу учёных, поскольку в этой стране не обитают современные фламинго. Из-за изменения климата и пересыхания озёр птицы вымерли в Австралии, где было обнаружено большое количество ископаемых остатков фламинго. Американский орнитолог Олден Холмс Миллер в 1963 году описал в Австралии три новых вида, которые он отнёс к семейству фламинговых, что не подтверждается в полной мере более поздними исследованиями. В частности, немецкий палеонтолог Геральд Майр посчитал, что ископаемый вид Phoeniconotius eyrensis скорее близок к вымершим крупным фламинго рода Megapaleolodus. В Испании было обнаружено плавающее гнездо с пятью яйцами, относящееся к раннему миоцену, которое палеонтолог Джеральд Греллет-Тиннер (Gerald Grellet-Tinner) отнёс к стем-группе фламинговых, а не к вымершему семейству Paleolodidae, основываясь на ископаемых остатках фламинго с того же слоя. Ископаемое гнездо было построено из веточек и напоминает плавающие гнёзда поганок, но, возможно, оно было смыто водой с берега.
Центр происхождения современных видов неизвестен. Некоторые остатки были обнаружены на территориях, не включённых в ареал современных видов фламинго, в частности в Северной Америке, Австралии и некоторых частях Европы. На основании современной биогеографии, ископаемых остатков и построенного филогенетического дерева, Кристофер Торрес (Christopher R. Torres) предположил, что центр происхождения краун-группы фламинго может находиться в западном полушарии. Фоссилии, относящиеся к плиоцену, были обнаружены только в Новом Свете и в Австралии. При этом для австралийского континента, который не входит в ареал современных фламинго, остаётся неясным, относятся ли эти остатки к краун-группе и предкам современных видов, или восходят к формам олигоцена и миоцена.
Согласно молекулярным исследованиям Торреса и соавторов, краун-группа семейства, скорее всего, сформировалась уже в плиоцене 3,0—6,5 млн лет назад. Разделение по строению клюва произошло в плиоцене или раннем плейстоцене 1,7—3,9 млн лет назад. Дальнейшее разделение красных и розовых фламинго — 0,9—1,5 млн лет назад, андских фламинго и фламинго Джеймса — 0,5—2,5 млн лет назад. Возраст, полученный на основе ядерного анализа, заметно меньше, чем на основе митохондриальных данных. Эти исследования подтверждают предположения Чарлза Сибли и Джона Алквиста, согласно которым, отделение современных фламинго произошло 5—6 млн лет назад.

## Систематика
В разное время учёные считали фламинго родственными с аистообразными (Ciconiiformes), гусеобразными (Anseriformes), ржанкообразными (Charadriiformes). Исследования Сибли и Алквиста на основе ДНК-ДНК-гибридизации обнаружили родственные связи с аистами, ибисами, китоглавами, пеликанами, американскими грифами. Среди современных учёных преобладает точка зрения, что фламинго составляют отдельный отряд фламингообразных, а сходство с перечисленными группами является конвергентным. Исследователи связывают фламинго с поганкообразными (Podicipediformes) и объединяют их в одну кладу Mirandornithes.
Современные виды семейства фламинго можно разделить на две группы на основе строения клюва. У птиц рода фламинго (Phoenicopterus) наблюдается примитивное строение. Надклювье у этих птиц имеет одинаковую ширину с нижней челюстью или немного шире, оставляя небольшое пространство в закрытом состоянии, которое позволяет фильтровать крупные частицы, в частности, моллюсков и ракообразных. Представители родов малые фламинго (Phoeniconaias) и короткоклювые фламинго (Phoenicoparrus) имеют более специализированный кормовой аппарат. У них надклювье заметно у́же подклювья и плотно прилегает к нему, что позволяет фильтровать только более мелкие частицы, в основном сине-зелёные и диатомовые водоросли. Различие между двумя последними родами связано с наличием или отсутствием заднего пальца на ногах. Некоторые учёные считают его несущественным и полагают Phoeniconaias синонимом Phoenicoparrus. Фламинго рода Phoenicopterus в разное время учёные делили на три расы в составе одного вида, два вида, один из которых включает два подвида, или три вида. Изолированную популяцию красного фламинго, обитающую на Галапагосских островах, некоторые учёные выделяют в подвид Phoenicopterus ruber glyphorhynchus.
Международный союз орнитологов выделяет в семействе фламинговых три современных рода с шестью видами:
| Современные виды                                   | Современные виды   | Современные виды | Современные виды | Современные виды                                                           | Современные виды                                                                             |
| Научное название                                   | Русское название   | Изображение      | Изображение      | Описание                                                                   | Распространение                                                                              |
| -------------------------------------------------- | ------------------ | ---------------- | ---------------- | -------------------------------------------------------------------------- | -------------------------------------------------------------------------------------------- |
| Phoenicopterus roseus Pallas, 1811                 | Розовый фламинго   |                  |                  | Общая длина — 120—145 см, масса — 2,1—4,1 кг, размах крыльев — 140—165 см. | Обитает в Африке, на юго-западе и на юге Евразии.                                            |
| Phoenicopterus ruber Linnaeus, 1758                | Красный фламинго   |                  |                  | Общая длина — 120—145 см, масса — 2,1—4,1 кг, размах крыльев — 140—165 см. | Обитает в Центральной и Южной Америке, на Галапагосских островах и островах Карибского моря. |
| Phoenicopterus chilensis Molina, 1782              | Чилийский фламинго |                  |                  | Общая длина — 105 см, масса — 1,72—2,5 кг.                                 | Обитает в Южной Америке от Перу до Огненной Земли, в Бразилии, Уругвае и Аргентине.          |
| Phoeniconaias minor (Geoffroy Saint-Hilaire, 1798) | Малый фламинго     |                  |                  | Общая длина — 80—90 см, масса — 1,5—2 кг, размах крыльев — 95—100 см.      | Обитает в восточной части Африки, на северо-западе Индии и юго-востоке Пакистана.            |
| Phoenicoparrus andinus Philippi, 1854              | Андский фламинго   |                  |                  | Общая длина — 102—110 см, масса — 2—2,4 кг.                                | Обитает в Перу, Боливии, Чили и Аргентине.                                                   |
| Phoenicoparrus jamesi Sclater, 1886                | Фламинго Джеймса   |                  |                  | Общая длина — 90—92 см, масса — 2 кг.                                      | Обитает в Перу, Боливии, Чили и Аргентине.                                                   |

## Взаимоотношение с человеком

### В ранней традиции
На юге Испании наскальное изображение фламинго датируется приблизительно 5 тысячелетием до н. э. Самый древний рисунок был обнаружен в пещере Куэва-дель-Тахо-де-лас-Фигурас, на нём фламинго соседствует с другими водоплавающими птицами. Возможно, их употребляли в пищу, по другим предположениям, они часто встречались около поселений или имели религиозное значение. В Древнем Египте иероглиф с силуэтом фламинго использовали как для обозначения самих птиц, так и для обозначения красного цвета. Фламинго также рассматривали как реинкарнацию Бога Солнца Ра. Рисунки фламинго с кривыми клювами и соответствующей окраской были обнаружены на горшках и стенах.
Во фламинго видели воплощение феникса. Мифическую птицу обычно изображали в сером цвете, но в описании Геродота присутствуют золотые и красные перья, а внешний вид похож на орла. Возрождение феникса из пламени может быть отождествлено с горячими и неприступными местами, в которых происходит размножение фламинго. Некоторые народы Восточной Африки полагали, что фламинго рождены только землёй и солнцем и появляются полностью сформированными. Финикийцы использовали сходство, чтобы торговать кожами фламинго, представляя их фениксами. По словам Роберта Портера Аллена, фламинго с расправленными крыльями, вытянутой шеей и длинными ногами ассоциировались у ранних христиан с крестом и создали образ феникса-фламинго.
В мифологии народа шиллук, живущего в районе современного Южного Судана, люди, слепленные творцом из глины разного цвета, стали подвижны, получив от него ноги, подобные фламинго. Один из геоглифов Наска в Перу называют бакланом, аистом, цаплей и иногда фламинго, похожие на фламинго знаки майя и инков могут принадлежать другим болотным птицам. Перья фламинго на головах носили вожди народа крики с юго-востока Америки, представители народа юнга с Анд. Десятки перьев фламинго при этом были связаны пряжей из шерсти ламы. Однако неизвестно какие культурные традиции привели эти народы к такой практике.
Фламинго часто неверно распознают на древних находках, принимая за них других птиц. Сомнительными считают керамику культуры моче, мозаику V века в Израиле, текстовое описание мифа народа уичита «человек, ставший фламинго». Неизвестно также, какие птицы упомянуты под именем фламинго в древнеиндийских религиозно-философских трактатах Упанишады. Даже созвездие Журавля может быть принято за фламинго, в XVII веке его называли Phoenicopterus.

### В пище
Сбор яиц и нелетающих птенцов, по всей видимости, начался ещё тогда, когда человек был охотником-собирателем, и всё ещё продолжает наносить урон. В 1966 году в одном из регионов Южной Америки собрали 25 тысяч яиц. Если ранее местные жители в Андах собирали яйца только для собственных нужд, то теперь их собирают на продажу. Подобным образом колонии эксплуатируются в Индии, Турции и Тунисе, а во Франции, Испании и Нидерландских Антильских островах сбор яиц прекратился только несколько десятилетий назад.
В отличие от большинства птиц, у фламинго крупный и мясистый язык. В Древнем Риме на «красных гусей» охотились, их языки подавали на пирах как деликатес. Он упоминается в связи с застольями римских императоров Авла Вителлия и Гелиогабала (хотя, возможно, у последнего деликатесом выступали птичьи мозги). Скорее всего, традицию начал Марк Габий Апиций в I веке. Во время правления Калигулы богатые граждане часто приносили фламинго в жертву богам. Согласно Светонию, в день своей смерти Калигула жертвовал фламинго и оросился его кровью, что посчитали плохим предзнаменованием.
Поэт Марк Валерий Марциал рассуждал о том, что даже если бы фламинго могли петь, это не спасло бы их от участи оказаться на столе. В трактате Авла Корнелия Цельса «О медицине», написанном в I веке н. э., мясо фламинго было рекомендовано в качестве питательной пищи. Автор считал, что оно более полезно, чем фрукты, моллюски и овощи, но менее полезно, чем мёд, сыр и бобовые. В Апициевском корпусе — древнеримской поваренной книге — содержится несколько рецептов по приготовлению фламинго.
Исламский закон также разрешает употребление этих птиц в пищу. По утверждению Аль-Дамири, пророк Мухаммед однажды съел фламинго. Вместе с тем, в проповеди имама VIII века Джафара ас-Садика фламинго перечисляются среди животных, которые не могли возникнуть случайно.
Упоминание фламинго присутствует в Септуагинте среди «птиц мерзостей», хотя возможно, что оно принадлежит цаплям; в еврейской традиции ни тех, ни других птиц нельзя принимать в пищу.
Части фламинго нашли применение и в народной медицине. В старых исламских текстах описано применение фламинго в медицинских целях. Мазью из жира птиц предлагалось лечить суставы (для этих целей можно было использовать сжиженного фламинго — вываренную целиком птицу), пасты из языков фламинго помогали при лечении ушей. В некоторых районах Анд считается, что их жир помогает от туберкулёза.
В современном мире название «Розовый фламинго» используют несколько различных коктейлей розового цвета, а «Шампанское фламинго» — это смесь водки, кампари и охлаждённого шампанского.

### В изобразительном искусстве
На картинах XVII—XIX веков фламинго часто изображали в составе группы животных. К ним относится картина Гиллиса де Хондекутера «Различные птицы», Яна ван Алена «Декоративные птицы», Якоба Богдани «Фламинго и другие птицы в пейзаже», Иоганна ван Бронкхорста «Пейзаж парка с оленями и экзотическими птицами» и Филипа Рейнагла «Пингвин, пара фламинго и другие экзотические птицы, ракушки и кораллы на побережье». На этих картинах изображения фламинго часто не соответствуют действительности.
Намного более правдоподобными являются естественнонаучные художественные произведения. В конце XVI века во время путешествия в Новый Свет Джон Уайт сделал рисунок фламинго. Орнитологи обращают внимание на точную и реалистичную прорисовку птичьего оперения. Многие известные орнитологи и художники создали собственные иллюстрации: Элеазар Альбин (1741), Марк Кейтсби (1754), Джон Лейтем (1780-е), Сара Стоун (1788), Александр Вильсон (1832), Эдвард Лир (1832), Конрад Темминг (начало XIX века). Американский орнитолог Джон Джеймс Одюбон в 1838 году изобразил фламинго на гравюре размером 97 на 65 см в составе издания «Птицы Америки» — это самое крупное изображение фламинго и по сей день.
На картине Рут Першинг Улер «Без названия» («Фантастический пейзаж», 1930) фламинго изображён в потустороннем пейзаже. Чарли Харпер в работе «Фламинго гоу-гоу» в 1988 году создал несколько абстрактных образов фламинго, используя простые геометрические формы. На картине Кейтлин Беккет «Любопытный бестиарий» (2010) представлен гибрид фламинго и машины. В «Большой книге портретов животных» (2007) Светлан Юнакович в классических произведениях заменил людей на животных, в частности отождествив фламинго с портретом Лауры Баттиферри работы Бронзино (1560).
Отдельным направлением современного искусства является боди-арт фламинго. Международное признание получил полноразмерный образ фламинго, созданный художником Гезине Мадвидель в 2011 году. Часто художники создают боди-арт только на ладони и руки.

### В литературе
В комедии Аристофана «Птицы», написанной в 414 году до н. э., фламинго вместе с другими птицами следует за Писфетером. По мнению Роберта Портера Аллена, в пьесе приведено корректное описание внешности фламинго, её голоса, среды обитания. Один из персонажей романа древнегреческого писателя Гелиодора «Эфиопика», написанного приблизительно в III веке н. э., должен поймать фламинго чтобы добиться женщины. При этом в романе проводится различие между фламинго и фениксами, так как реально существующего фламинго поймать легче, чем мифического феникса.
В санскритском эпосе Махабхараты около 400 года до н. э. перечисляются птицы, перья которых индийские воины использовали при создании стрел: цапли, ястребы, скопы, гуси, стервятники, павлины и фламинго. Древние индийцы прикрепляли перья к стрелам при помощи сухожилий и нитей. А исламский поэт XIII века Сафид-дин Аль-Хилли, описывая турнир для юношей у халифа Ан-Насира Лидиниллаха, называет четырнадцать птиц, которые обязательно должны убить соревнующиеся арбалетчики, упоминая среди них фламинго.
Фламинго как источник перьев для стрел упоминается и в романе Йоханна Давида Висса «Швейцарский Робинзон». Птицы появляются на страницах романа Оноре де Бальзака «Модест Миньон» и Жюля Верна «Из пушки на Луну», а в рома Льюисса Кэрролла «Приключения Алисы в Стране Чудес» фламинго используют как молотки для крокета. В последний момент автор заменил страусов на фламинго, так как у них более подходящая форма клюва и они легче. Этот эпизод нашёл отражение в иллюстрациях Джона Тенниеля и в видеоигре Prince of Persia: Warrior Within, в которой присутствует смертоносная версия фламинго-молотка.
Научно-популярные книги о фламинго представлены работами Этьена Галле «Фламинго Карамга» (1950), Джорджа Кирби «Фламинго-Сити» (1950), Лесли Брауна «Тайна фламинго» (1959) и Малкольма и Кэрол Огилви «Фламинго» (1984). Эти книги часто включают описание птиц, а также фанатичных исследователей, предпринимающих рискованные путешествия, чтобы наблюдать «розовых отшельников». По словам Лесли Браун, «… все охотники за птицами хвастаются количеством потерянных при поисках ногтей на ногах». Иное описание мест обитания фламинго даёт поэтесса Джин Инджелоу в стихотворении «Береговые ласточки» (1867), в котором фламинго «рыбачат» в чистых, «как воздух», прудах. Очерк американского палеонтолога Стивена Джейя Гулда «The Flamingo’s Smile» дал название одному из сборников его работ. Перевёрнутую гравюру Одюбона автор сравнивает с изображением лебедя и описывает таким образом необычное строение клюва фламинго.
В пьесе нигерийского писателя Боде Сованде «Фламинго» (1986) стаи птиц олицетворяют народные массы, а созвучное «all flames go» служит сигналом к началу восстания. Сюжетная линия романа Сьюзен Тротт «Вор фламинго» (2010) развивается вокруг фламинго, а в детской книге Боба Маккриди «Потрясающий фламинго Фред» (2012) фламинго является главным героем. Сказка «Носки фламинго» (1918) уругвайского писателя Орасио Кироги рассказывает о том, как птицы получили такой цвет ног.

### Пластиковый фламинго
В 1957 году дизайнер Union Products, Inc. Доналд Федерстон спроектировал пластиковую скульптуру фламинго в качестве украшения для газона. В это время в моде был розовый цвет, а фламинго ассоциировался в США с отпуском во Флориде и на Карибских островах. В 1930-х годах Зал Фламинго был открыт в отеле Уолдорф-Астория, а в 1946 году отель «Фламинго» был открыт в Лас-Вегасе. Гигантские статуи фламинго, расположенные вдоль шоссе, были призваны привлечь внимание клиентов к американским мотелям. Вскоре пластиковые птицы стали продаваться в нескольких сетях магазинов по цене 2,76 долларов США за пару (одна птица стояла, вытянув шею, а другая наклонилась в поисках пищи). Дешёвые скульптуры быстро приобрели репутацию признаков дурного вкуса, а городские власти стали принимать законы, запрещающие их установку. Во времена войны во Вьетнаме пластиковые фламинго стали ещё более неуместными.
Фильм Джона Уотерса «Розовые фламинго» (1972) ненадолго закрепил статус пластиковых фламинго как одного из символов гей-движения. С 1990-х годов пластиковые фламинго используются как эстафетные палочки на Международном чемпионате по водным видам спорта среди геев и лесбиянок. Короткометражный фильм Томера Эшеда «Фламинго Прайд» (2011) также эксплуатирует этот символ.
Phoenicopterus ruber plasticus, как его иногда называют, попал в «Энциклопедию дурного вкуса» (1990), а Федерстон стал лауреатом Шнобелевской премии (1996).